# Grammofontimmen
Grammofontimmen var ett dagligt radioprogram som med kortare uppehåll sändes på vardagar i Radiotjänst/Sveriges Radio under drygt 63 år, mellan den 5 november 1928 och januari 1993.
Programpunkten skapades av hallåmannen Bo Willners, när han sammanställde en spellista med grammofonmusik som hämtas från skivor i Radiotjänst vid den tiden ganska blygsamma skivarkiv. Det första programmet inleddes med Marches militaires av Franz Schubert och avslutades med militärmarschen Semper fideli av John Philip Sousa. Däremellan spelades en blandning av både mer klassisk betonad musik, underhållnings- och dansmusik.
Radiotjänst, som startade sina sändningar den 1 januari 1925, hade tidigt gett utrymme för musik, men då med tyngdpunkt på levande orkestermusik. Företagets första ensemble skapades redan den 16 februari 1925 och bestod då av sju musiker från Konsertföreningen i Stockholm. Den grammofonmusik som sändes spelades främst på hallåmännens egna initiativ som utfyllnad mellan program. När Grammofontimmen startade tablåsattes för första gången grammofonmusiken i svensk radio.
Grammofontimmen sändes ursprungligen mellan klockan 17 och 18 i den enda rikstäckande kanalen, men fick under åren olika sändningstider och sändes i olika kanaler. Grundformen, som med viss variation höll i sig under åren, var systematiskt uppbyggd enligt principen "från det tyngre till det lättare". Inledningen var ofta en välkänd operaovertyr, medan avslutningen ofta var en marsch. Däremellan kunde timmen bestå av schlager, jazz, folkmusik och kammarmusik.